# Александар Ивановић (археолог)
Александар Ивановић (Ваљево, Србија, 1978) српски је археолог.  

## Биографија
Дипломирао је на одсеку за античку археологију, одељења за археологију, Филозофског факултета у Београду, где је стекао и звање магистра археологије.  
Аутор је неколицине научних радова из античке и средњовековне археологије, историје и историје уметности, као и тематских чланака из нумизматике, палеографије, епиграфике, ране црквене повесне теологије, објављених у стручним публикацијама у земљи и иностранству.  
Посебну пажњу је усмерио на истраживање религија и култова Римске државе, нарочито оних са изразитим оријенталним и "мистеријским" предзнаком, те манифестација њиховог богатог уметничког, иконографског и симболичког репертоара. 